# Xylethrus scrupeus
Xylethrus scrupeus är en spindelart som beskrevs av Simon 1895. Xylethrus scrupeus ingår i släktet Xylethrus och familjen hjulspindlar. Inga underarter finns listade i Catalogue of Life.